# Выборы в Законодательное собрание Британской Палестины (1925)
Выборы в Законодательное собрание Британской Палестины прошли 6 декабря 1925 года на территории Британской Палестины. Около половины голосов было отдано партиям, связанным с профсоюзами. Сионистская социалистическая партия Ахдут ха-Авода получила большинство голосов и стала крупнейшей партией в Законодательном собрании.

## История
После выборов 1920 года продолжались споры об избирательном праве женщин. В 1923 году религиозная сионистская партия Мизрахи призвала провести референдум только для мужчин о том, должны ли женщины иметь право голоса. Партия заявила, что покинет ишув, если подобный референдум не будет проведён. Ваад Леуми согласился провести этот референдум 8 ноября 1925 года, однако с участием женщин. Это привело к тому, что ортодоксальное движение евреев Агудат Исраэль бойкотировала голосование. Мизрахи и Ваад Леуми, в свою очередь, согласились отменить референдум.
Число имеющих право голоса избирателей увеличилось примерно с 26 000 до 64 764 человек. Однако, явка составила всего 57 %. Это было связано с бойкотом Агудат Исраэль, несколькими задержками в проведении выборов и незнанием некоторыми женщинами порядка голосования.
Количество мест в Собрании снизилось с 314 до 221.

## Результаты
| Партия                           | Голоса | %   | Места | +/–   |
| -------------------------------- | ------ | --- | ----- | ----- |
| Ахдут ха-Авода                   | 8 834  |     | 54    | –16   |
| Ха-Поэль ха-Цаир                 | 5 337  |     | 30    | –11   |
| Ха-Сефардим                      |        |     | 19    | –35   |
| Ревизионисты                     |        |     | 15    | Новая |
| Еврейская ассоциация женщин      |        |     | 13    | Новая |
| Сельскохозяйственный блок        |        |     | 9     | Новая |
| Демократическая ассоциация       |        |     | 9     | Новая |
| Мизрахи                          |        |     | 7     | –2    |
| Центристский список              |        |     | 6     | Новая |
| Национальные граждане            |        |     | 6     | Новая |
| Маамад Хапоалим                  | 1 028  |     | 6     | Новая |
| Ха-поэль ха-мизрахи              |        |     | 6     | Новая |
| Ха-поэль ха-мизрахи ха-меухад    |        |     | 4     | Новая |
| Список польских иммигрантов      |        |     | 4     | Новая |
| Список долины Кибуц              |        |     | 2     | Новая |
| Список муниципалитета Цфат       |        |     | 2     | Новая |
| Ха-мерказ ха-хаклаи              |        |     | 1     | Новая |
| Ассоциация фермеров Галилеи      |        |     | 1     | Новая |
| Ассоциация восточных фермеров    |        |     | 1     | Новая |
| Грузинский список                |        |     | 1     | Новая |
| Массовый список еврейских женщин |        |     | 1     | Новая |
| Гиват ха-рамбам                  |        |     | 1     | Новая |
| Список молодёжи мизрахи          |        |     | 1     | –1    |
| Центр ремесленников              |        |     | 1     | –5    |
| Список жителей Бней-Брак         |        |     | 1     | Новая |
| Другие                           |        |     | 20    | –     |
| Итого                            | 35 987 | 100 | 221   | –93   |
| Источник: Mackie & Rose          |        |     |       |       |